# AMC-14
AMC-14 war ein kommerzieller Kommunikationssatellit, welcher ursprünglich von der SES Americom, einem Unternehmen der SES Global, betrieben werden sollte.
AMC-14 war mit 32 Ku-Band-Transpondern, die eine Leistung von je 150 Watt besaßen, ausgestattet und sollte Fernsehübertragungen für das US-Kabelfernsehen (Echostar) gewährleisten. Zusätzlich wurde der Satellit zu Testzwecken mit einer Phased-Array Antenne ausgestattet. Der Start erfolgte am 14. März 2008 mit einer Trägerrakete vom Typ Proton-M und sollte den Satelliten in einen Geo-Transferorbit bringen. Der Satellit sollte auf der Position 61,5° West stationiert werden.
Durch eine zu kurze Brenndauer der Bris-M-Oberstufe war der Satellit auf einem um 8.000 km zu tiefen, elliptischen Orbit ausgesetzt worden. Nach Kontaktaufnahme und Verifikation der Funktionsfähigkeit des Satelliten war erwogen worden, den Orbit mittels der bordeigenen Triebwerke anzuheben und zu zirkularisieren. Bei Erfolg des Manövers hätte der Satellit seinen Betrieb aufnehmen können, aber mit deutlich reduzierter Lebenszeit gegenüber den ursprünglich geplanten 15 Jahren.
Der Satellit wurde jedoch als Verlust abgeschrieben, die Versicherungssumme belief sich auf 192 Millionen US-Dollar. Der Satellit wurde an das Verteidigungsministerium der Vereinigten Staaten verkauft, das ihn in einen geosynchronen Orbit brachte.